# Ливрага
Ливра̀га (на италиански и на западноломбардски: Livraga) е малко градче и община в Северна Италия, провинция Лоди, регион Ломбардия. Разположено е на 67 m надморска височина. Населението на общината е 2622 души (към 2012 г.).